# Vangssteinen
Vangssteinen est le nom d'un petit menhir situé près de Steinkjer, dans le Trøndelag, en Norvège.

## Situation
Le monolithe se dresse près du village de Straumen, à une vingtaine de kilomètres au sud-ouest de Steinkjer ; il se trouve à proximité d'un champ de céréales, au bord de la route Vangsvegen.

## Description
Le menhir mesure environ 1 m de hauteur pour 1 m de largeur à la base, et 0,20 m d'épaisseur.